# Магнолия трёхлепестная
Магнолия трёхлепестная (лат. Magnolia tripetala) — вид цветковых растений, входящий в род Магнолия (Magnolia) семейства Магнолиевые (Magnoliaceae).

## Распространение и экология
В природе ареал вида охватывает Северную Америку — от Пенсильвании до Алабамы, Арканзаса и Миссисипи.
Произрастает вдоль горных рек, на участках с богатой и влажной почвой среди зарослей Rhododendron mexicanum или по берегам болот под пологом дуба каштанового (Quercus montana), дуба болотного (Quercus palustris), клёна красного (Acer rubrum), различных видов рода Нисса.

## Ботаническое описание
Листопадное дерево высотой 10—12 м, со стволом диаметром 30—45 см, с шатровидной, иногда многовершинной кроной. Побеги сперва зелёные, затем буреющие, иногда с восковым сизым налётом; кора старых ветвей и ствола светло-серая, гладкая, с многочисленными, мелкими, пузыреподобными наплывами.
Почки голые, буровато-зелёные, веретеновидные, длиной 4—5 см, диаметром 0,6—1,2 см. Листья собранные на концах побегов, кожистые, продолговато-обратнояйцевидные, длиной 20—60 см, шириной 20—25 см, наверху заострённые, с клиновидным основанием, сперва мягко шелковисто опушённые, затем сверху голые, снизу зеленовато-серые, редко опушённые. Черешки длиной 1,5—3,5 см.
Цветки кремово-белые, неприятно пахнущие, диаметром 15—25 см, чашевидные; околоцветник из 9—12 долей; наружные 3 доли узко-обратнояйцевидные, книзу отогнутые, светловато-зелёные, длиной 10—12 см, шириной 3—3,5 см, внутренние — кремово-белые, длиной 9—13 см и шириной 1,5—4 см, самые мелкие расположены в центре.
Плоды цилиндрические или яйцевидные, длиной около 7—10 см, при полной зрелости ярко-розовые.
Цветение в апреле — мае. Плодоношение в августе — сентябре.

## Значение и применение
Интродуцирована в 1752 году. Декоративна своими необычайно крупными листьями, придающими ей экзотический вид.

## Галерея

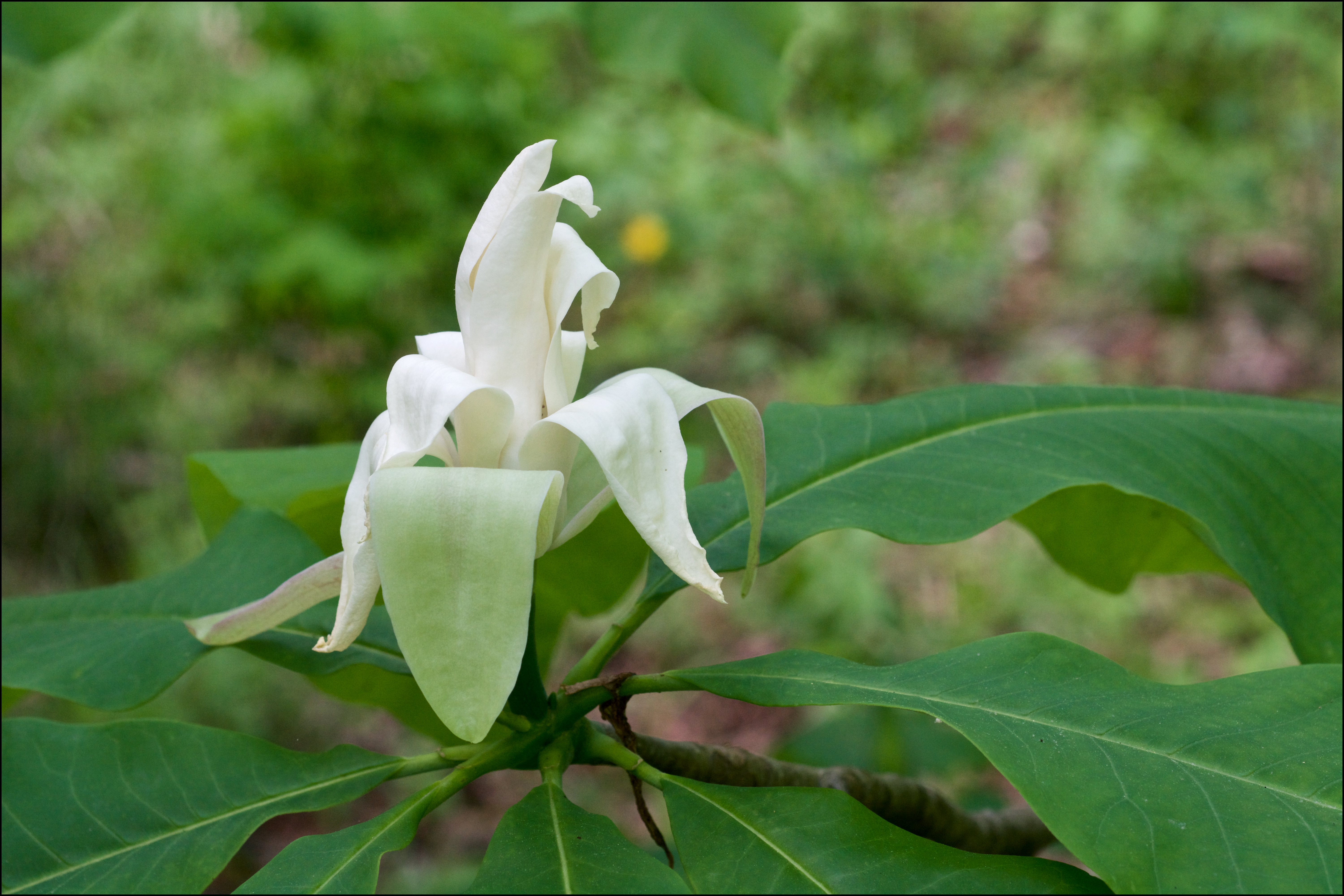
Цветок
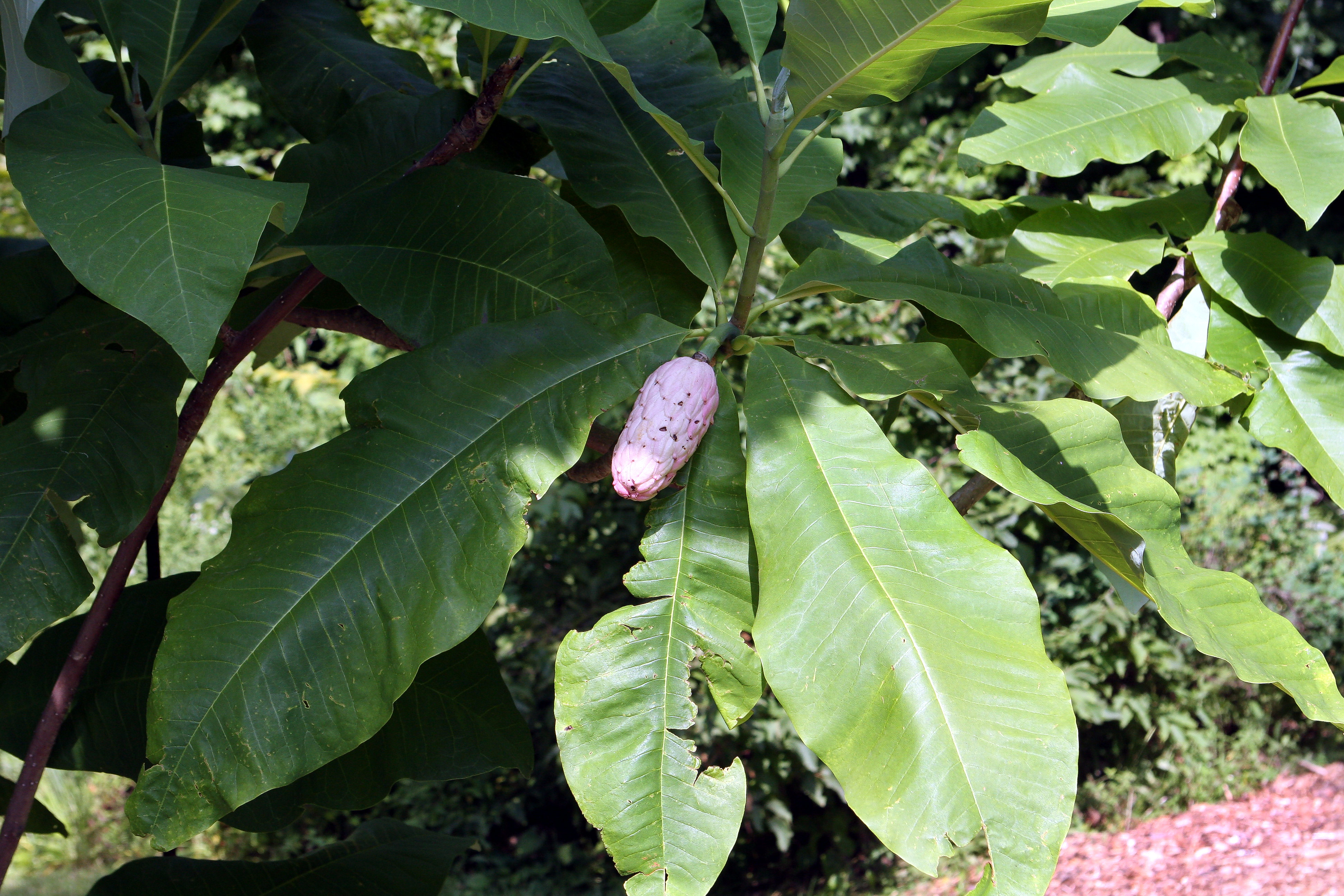
Листья и плод
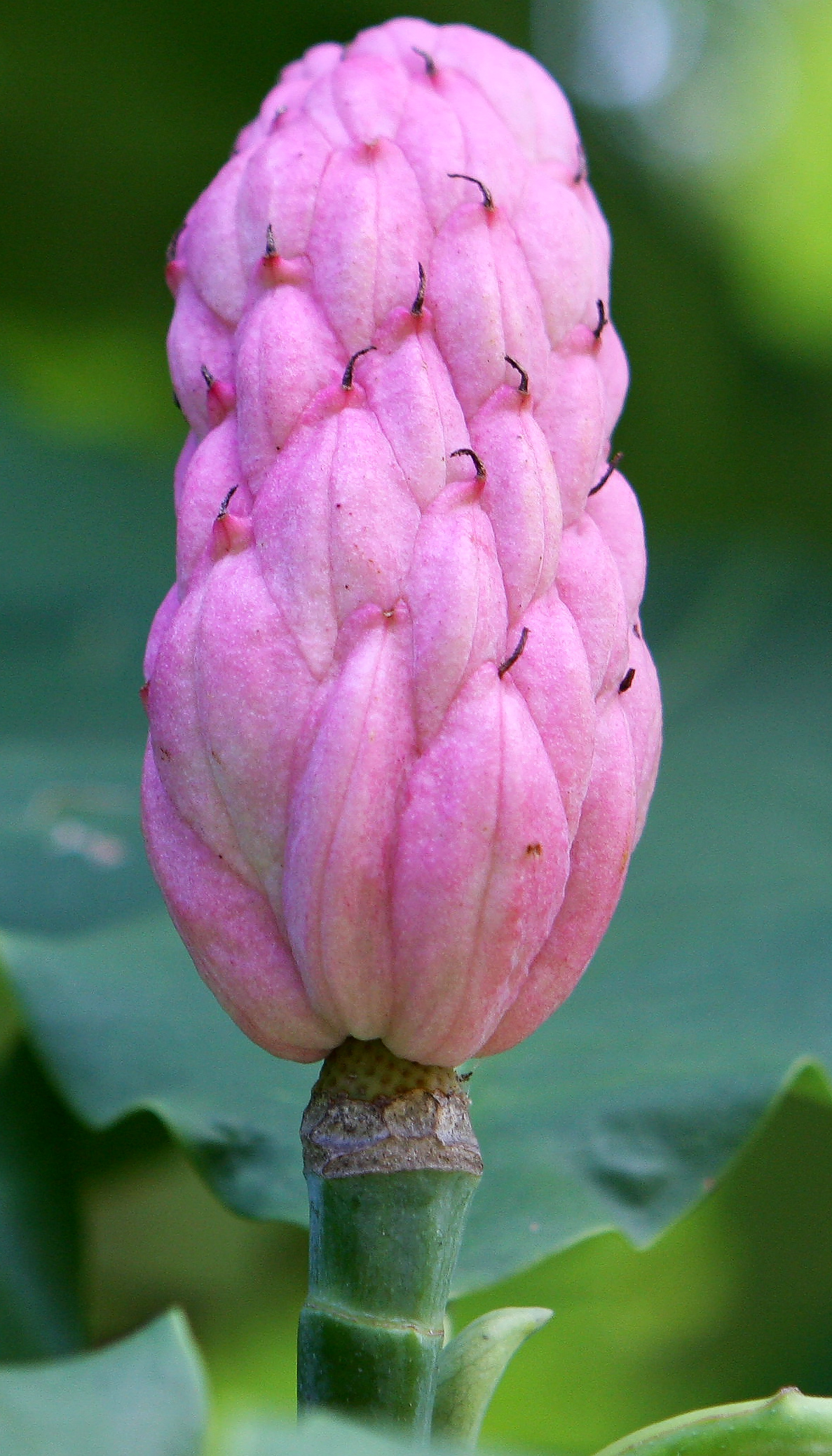
Плод

## Таксономия
Вид Магнолия трёхлепестная входит в род Магнолия (Magnolia) подсемейства Магнолиевые (Magnolioideae) семейства Магнолиевые (Magnoliaceae) порядка Магнолиецветные (Magnoliales).
|  |                                      |  |                                                             |                                                             |                       |  | ещё 5 семейств (согласно Системе APG II) | ещё 5 семейств (согласно Системе APG II)               |                                                        |  |  |  | род Манглиетия | род Манглиетия             |  |  |
|  |                                      |  |                                                             |                                                             |                       |  | ещё 5 семейств (согласно Системе APG II) | ещё 5 семейств (согласно Системе APG II)               |                                                        |  |  |  | род Манглиетия | род Манглиетия             |  |  |
|  |                                      |  |                                                             | порядок Магнолиецветные                                     |                       |  |                                          |                                                        | подсемейство Магнолиевые                               |  |  |  |                | вид Магнолия трёхлепестная |  |  |
|  |                                      |  |                                                             | порядок Магнолиецветные                                     |                       |  |                                          |                                                        | подсемейство Магнолиевые                               |  |  |  |                | вид Магнолия трёхлепестная |  |  |
|  | отдел Цветковые, или Покрытосеменные |  |                                                             |                                                             | семейство Магнолиевые |  |                                          |                                                        | род Магнолия                                           |  |  |  |                |                            |  |  |
|  | отдел Цветковые, или Покрытосеменные |  |                                                             |                                                             |                       |  |                                          |                                                        |                                                        |  |  |  |                |                            |  |  |
|  |                                      |  | ещё 44 порядка цветковых растений (согласно Системе APG II) | ещё 44 порядка цветковых растений (согласно Системе APG II) |                       |  |                                          | подсемейство Liriodendroidae (согласно Системе APG II) | подсемейство Liriodendroidae (согласно Системе APG II) |  |  |  | ещё 239 видов  |                            |  |  |
|  |                                      |  |                                                             | ещё 44 порядка цветковых растений (согласно Системе APG II) |                       |  |                                          |                                                        | подсемейство Liriodendroidae (согласно Системе APG II) |  |  |  |                |                            |  |  |